# Gobius kolombatovici
Gobius kolombatovici е вид лъчеперка от семейство Попчеви (Gobiidae).

## Разпространение
Видът е разпространен в Монако, Франция (Корсика) и Хърватия.